# Benyllus egregiscutellatus
Benyllus egregiscutellatus là một loài tò vò trong họ Ichneumonidae.